# Słój

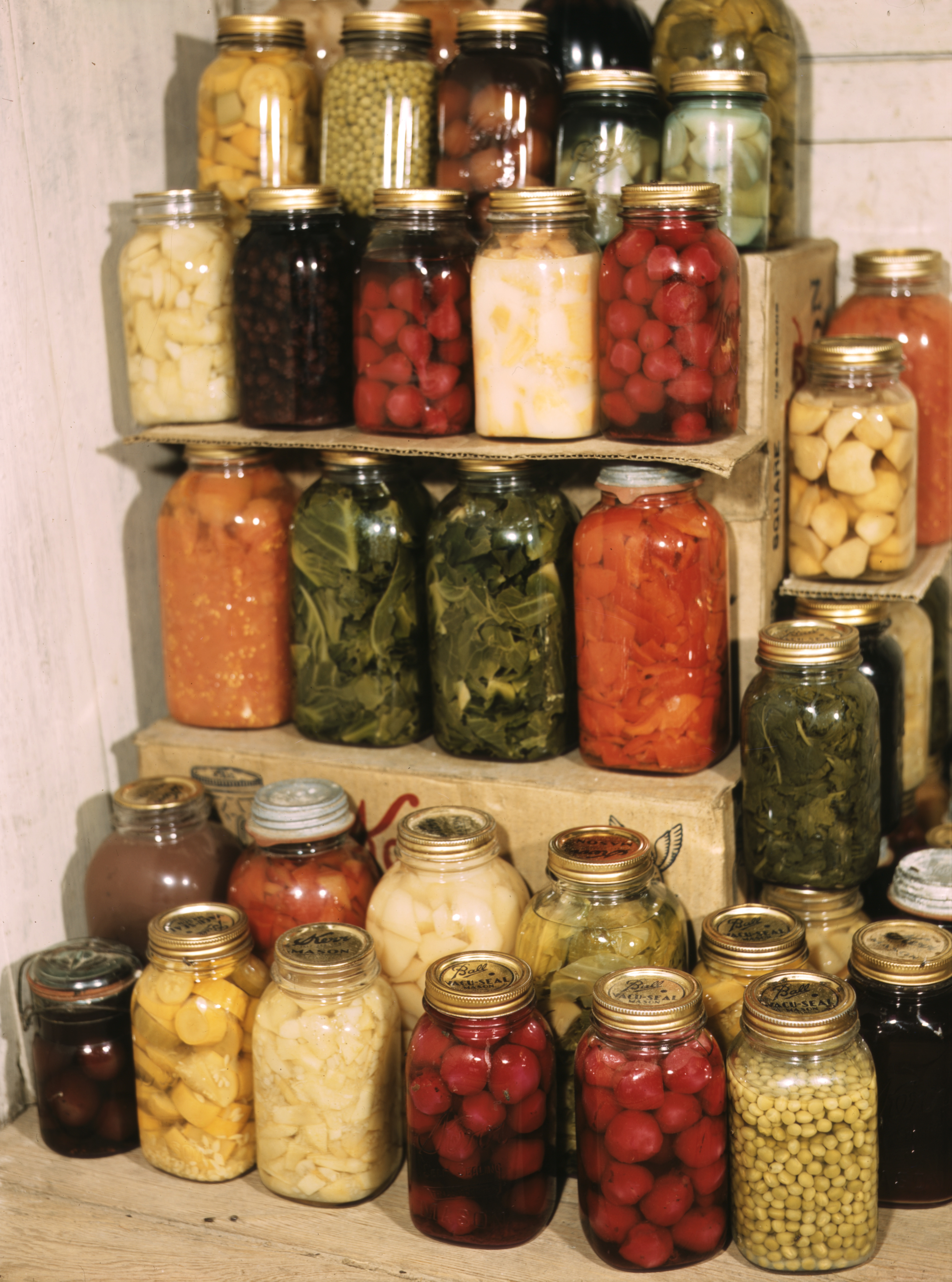
Słoje z przetworami; po lewej stronie, na samym dole – słój Wecka

Słój (zdrobniale słoik) – rodzaj naczynia szklanego, rzadziej ceramicznego lub plastikowego, szczelnie zamykanego, wykorzystywanego najczęściej w gospodarstwie domowym do przechowywania produktów i przetworów żywnościowych, ale także w laboratoriach i muzeach – tam najczęściej do przechowywania okazów biologicznych itp., jak również w farmacji do przechowywania lekarstw. Pojemności słojów spotykanych najczęściej w gospodarstwie domowym wynoszą od jednego litra w dół, najmniejsze słoiczki, stosowane najczęściej w aptekach, nawet poniżej 50 mililitrów (z drugiej strony spotykane są także słoje znacznie większe, np. trzy- i pięciolitrowe, chętnie wykorzystywane do przechowywania np. ogórków konserwowych).
Istotną cechą słoja jest możliwość szczelnego zamknięcia – np. metalową nakrętką, korkiem lub specjalną (np. szklaną) przykrywką. Zazwyczaj słoje i słoiki mają kształt walca (bywają także jednak np. prostopadłościenne), a otwór ma średnicę całego lub niemal całego naczynia. Naczynie to podobne jest do butelki, odróżnia się od niej jednak znacznie większym otworem i faktem, że w słoju, szczególnie okrągłym, trudno wyróżnić szyjkę. Odróżnienie butelki o szerokiej szyjce od słoja nie jest jednak wyraźne. Najczęściej spotykane są słoje ze szkła bezbarwnego, choć czasem bywają ze szkła przyciemnianego lub z nieprzezroczystej ceramiki. Spotykane są także coraz częściej słoje z tworzyw sztucznych, tak przezroczystych, jak nieprzezroczystych.

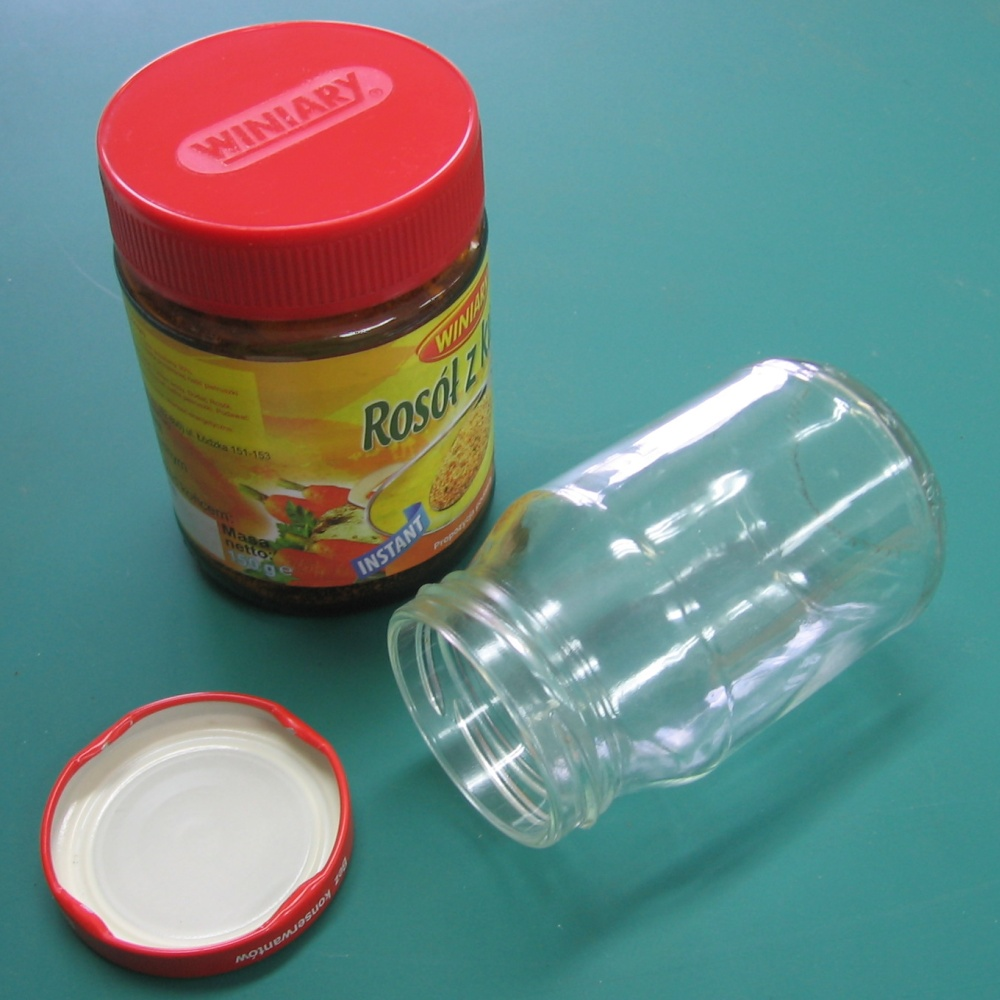
Słoiki małej pojemności:
0,25 dm³ z brązowego szkła z plastikową zakrętką,
0,2 dm³ przezroczysty systemu twist z leżącą obok zakrętką; na słoiku widoczny gwint, a na pokrywce cztery pasujące do gwintu wypustki

Popularnym, w Polsce szczególnie do lat 70. XX wieku, sposobem szczelnego zamknięcia słojów był system Wecka (od nazwiska założyciela fabryki WECK-Einkochgläser, Johanna Wecka, w Polsce popularnie zwany wekami), składający się ze słoja (najbardziej typowe miały pojemność 1 litra) ze specjalnie wyprofilowaną krawędzią otworu, na którą nakładana jest płaska gumowa uszczelka w kształcie pierścienia, a na to –  dopasowana wyprofilowana szklana przykrywka. Przykrywka ta jest dociskana do słoja specjalnie skonstruowaną sprężyną zaczepianą o krawędź słoja (spotykanych jest bardzo wiele różnych odmian tych sprężyn, wszystkie one jednak spełniać mają tę samą rolę). Obecnie najczęściej spotykanymi są zakręcane zamknięcia typu twist, składające się ze słoja, w którego krawędzi znajduje się specjalny gwint oraz z blaszanej pokrywki pokrytej od wewnątrz cienką warstwą tworzywa nie reagującego z zawartymi w przetworach żywnościowych kwasami, solami itp. Tworzywo to jest przy tym dostatecznie elastyczne, że pełni funkcję uszczelki. Pokrywka ma na swoim obwodzie specjalne wypustki pasujące do gwintu słoja tak, że potrzeba mniej niż ćwierć obrotu pokrywki w prawo, aby go zamknąć, lub w lewo, żeby otworzyć. 

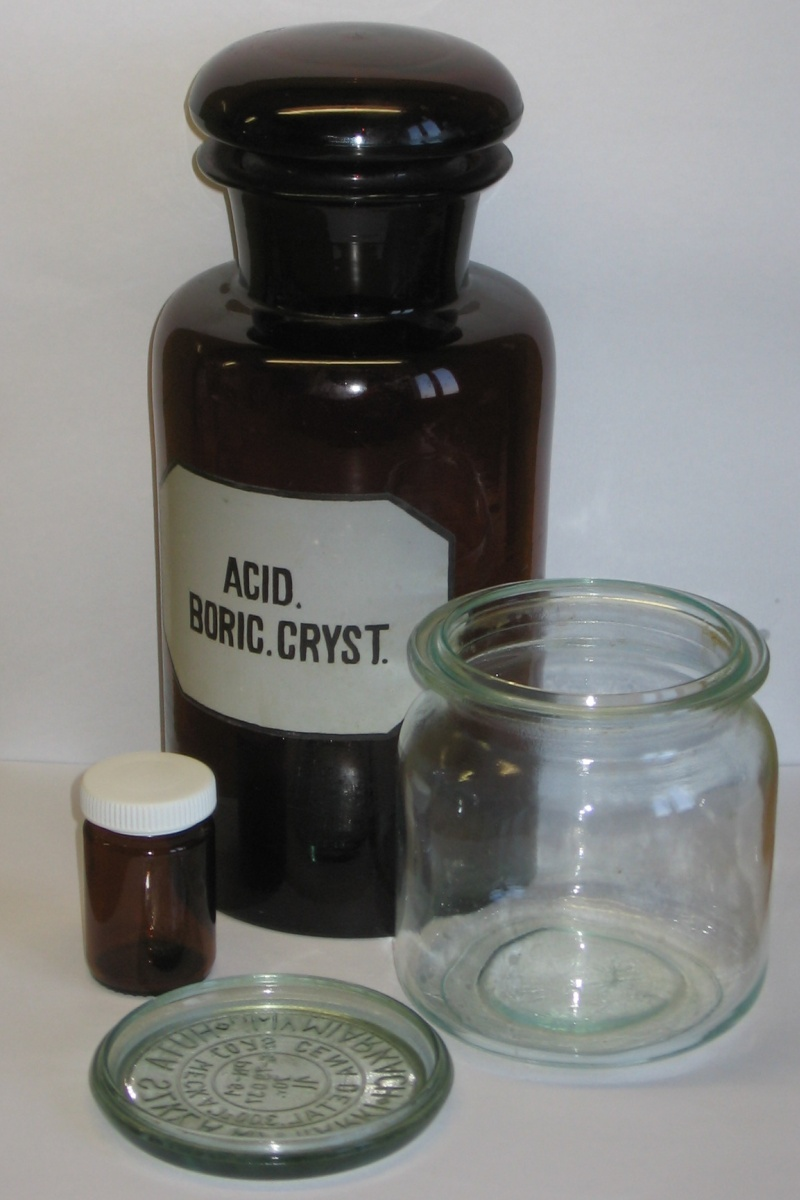
Apteczny słój 2,5 dm³ do przechowywania sypkich chemikaliów ze szlifowanym szklanym korkiem,
słoiczek 0,05 dm³ na leki,
jednolitrowy słoik Wecka z leżącą obok pokrywką

Hermetyczne zamknięcie słojów – zarówno systemu Wecka, jak i twist – uzyskuje się przez podgrzewanie przykrytych lub zakręconych słojów wraz z zawartością tak, aby ciśnienie pary wodnej  zgromadzonej w słoju ponad przetworami istotnie wzrosło wskutek wzrostu temperatury (zob. przemiana izochoryczna i ciśnienie pary nasyconej). Konstrukcja słoja nie pozwala na trwałe nadciśnienie w jego wnętrzu, gdyż następuje wtedy uniesienie pokrywy i wyrównanie ciśnienia do wartości na zewnątrz naczynia. Gdy w dalszej części procesu słój ulega schłodzeniu, część pary wodnej skrapla się, powodując spadek ciśnienia pod pokrywą słoja. W tym przypadku nie ma jednak mechanizmu wyrównania ciśnienia, gdyż pokrywa słoja jest dociskana przez ciśnienie atmosferyczne. 
W rezultacie słój zostaje hermetycznie zamknięty, a we wnętrzu panuje podciśnienie, powodujące zresztą niekiedy pewne trudności z ponownym jego otwarciem. Metoda ta powszechnie stosowana jest szczególnie wobec przetworów wymagających pasteryzacji; zamknięte tą metodą w warunkach domowych kompoty, dżemy i inne przetwory mogą być bezpiecznie przechowywane wiele miesięcy. Z drugiej jednak strony, wadliwie wykonane tą metodą przetwory mięsne (do konserwacji mięsa w słojach powinna być stosowana tyndalizacja), z mięsa niedostatecznie lub niedokładnie przygotowanego, może doprowadzić do niebezpiecznego w skutkach zatrucia jadem kiełbasianym.
W przypadkach, kiedy hermetyczne podciśnieniowe zamknięcie nie jest niezbędne, stosowane bywają różnego rodzaje korki i przykrywki, także z tanich tworzyw sztucznych; stosuje się też dopasowane (szlifowane) korki szklane, a czasem wystarcza zakrycie otworu słoja papierem lub tkaniną (np. płótnem).